# هارتلی (دلاور)
هارتلی، دلاور (به انگلیسی: Hartly, Delaware) یک سکونتگاه مسکونی در ایالات متحده آمریکا با جمعیت ۷۴ نفر است که در دلاویر واقع شده‌است.